# Marina Nakamura
Marina Nakamura (jap. 中村 真里奈 Nakamura Marina) (ur. 7 lutego 1987) – japońska piosenkarka z Miyazaki, która śpiewa dla 5pb. Zadebiutowała w 2010 roku, śpiewając w anime Angel Beats! jako jedna z dwóch wokalistek fikcyjnego zespołu Girls Dead Monster. W maju 2013 wydała swój solowy debiutancki singiel „Kimi Tsunagu”.

## Dyskografia

### Single
| Rok  | Piosenka                   | Album |
| ---- | -------------------------- | ----- |
| 2010 | „Crow Song”                |       |
| 2010 | „Last Song”                |       |
| 2013 | „Kimi Tsunagu”             |       |
| 2013 | „Kimi wa Mō, Hitori Janai” |       |
| 2014 | „Hug”                      |       |
| 2014 | „Owaranai Monogatari”      |       |
| 2014 | „Unite”                    |       |
| 2015 | „Trigger”                  | Echo  |

### Inne utwory
| Rok  | Piosenka | Album                                                     | Uwagi                                                                                        | Ref.  |
| ---- | --- | --------------------------------------------------------- | -------------------------------------------------------------------------------------------- | ----- |
| 2012 | „Birth (Yūkyū no Meguriboshi)” | Conception: Ore no Kodomo o Undekure! Original Soundtrack | Muzyka z gry na konsole przenośną PlayStation Portable Conception: Ore no Kodomo o Undekure! | [ 1 ] |
| 2012 | „Hatsukoi Rhythm” | Kimi Kare: Shingakki Drama CD+α                           | Motyw muzyczny z gry na PSP Kimi Kare: Shingakki.                                            | [ 2 ] |
| 2013 | „Kake Tsuki no Yoru ni” | Imperial Arc                                              | Motyw muzyczny z visual nowelki Tsukumono Kanade: Kaketsuki no Yasōkyoku studia SkyFish.     | [ 3 ] |
| 2014 | „Crow Song” „Alchemy” „Hot Meal” | Rare Tracks                                               | Minialbum wypuszczony dla anime Angel Beats!.                                                |       |
| 2015 | „Blood Colour” „Scar on Face” „Fallin'” „Sinking Ships” „Ray of Light” „Heavy Rain” „Vanishing Day” „Trigger” „Adore” „Clouded Sky” „Live for You” „Feedback” | Echo                                                      | Album wypuszczony dla anime Charlotte jako wokalistka Sara Shane fikcyjnego zespołu Zhiend.  |       |